# Ancylus regularis
Ancylus regularis là một loài very small, freshwater, air-breathing limpet, an aquatic pulmonate gastropoda mollusca in the tribe Ancylini withtrong họ Planorbidae, the ram's horn snails and their allies. Đây là loài đặc hữu của Ethiopia.